# 名古屋市立猪高小学校
名古屋市立猪高小学校（なごやしりついたかしょうがっこう）は、愛知県名古屋市名東区丁田町32番地にある公立小学校。

## 概要
100年以上の歴史をもち、付近の小学校6つの独立元である。広大な敷地に多様な生物が生息している。校章は柴田勝家の紋章（二つ雁金）をモチーフとしている。1棟 - 4棟までがあり、運動場も広い。基本的に各学年4学級だが、6年生は3学級となっている。(2024年度時点)

## 沿革
- 1912年 - 愛知郡猪高尋常高等小学校として設立される[WEB 1][注釈 3]。
- 1922年 - 校歌が制定される[WEB 1]。
- 1941年 - 愛知郡猪高国民学校と改称[WEB 1]。
- 1947年 - 愛知郡猪高村立猪高小学校と改称[WEB 1]。
- 1955年 - 名古屋市への合併に伴い名古屋市立に[WEB 1]。
- 1962年 - 南分校を名古屋市立高針小学校として分離[WEB 1]。
- 1963年 - 校歌歌詞変更。北分校を名古屋市立香流小学校として分離 [WEB 1]。
- 1971年 - 特別支援学級設置・藤が丘分校が開校[WEB 1]。
- 1973年 - 藤が丘分校を名古屋市立藤が丘小学校として分離[WEB 1]。
- 1974年 - 体育館兼講堂竣工[WEB 1]。
- 1978年 - 分校（名古屋市立本郷小学校）開校[WEB 1]。
- 1980年 - 分校（名古屋市立上社小学校）開校[WEB 1]。
- 1987年 - 分校（名古屋市立北一社小学校）開校[WEB 1]。
- 2012年 - 100周年記念式典挙行[WEB 1]。
- 2022年 - 110周年タオル配布。

## 通学区域
- 猪高台二丁目[WEB 2]
- 上社一丁目、二丁目（一部）[WEB 2][注釈 4]
- 丁田町[WEB 2]
- 藤森一丁目[WEB 2]
- 社口二丁目[WEB 2]
- 社台三丁目[WEB 2]

## 進学先中学校
- 名古屋市立猪高中学校[WEB 3]

## 部活動
- 軟式野球部
- サッカー部
- 合唱部
- バスケットボール部(男女別)
- ソフトボール部

## クラブ活動
- いろいろスポーツクラブ
- 折り紙クラブ
- 消しゴムはんこクラブ
- 手芸クラブ
- イラストクラブ
- 室内ゲームクラブ
- 読書クラブ
- ぬりえクラブ
- バレーボール・バドミントンクラブ
- パズルクラブ
- 伝承遊びクラブ

## 委員会
- 代表委員会
- 放送委員会
- 給食委員会
- 保健委員会
- 体育委員会
- 環境・美化委員会
- 園芸委員会
- 図書委員会
- 生活委員会

## 児童数の変遷
『愛知県小中学校誌』（2018年）によると、児童数の変遷は以下の通りである。
| 1947年（昭和22年） | 1034人 |  |
| 1957年（昭和32年） | 1164人 |  |
| 1967年（昭和42年） | 1137人 |  |
| 1977年（昭和52年） | 1730人 |  |
| 1987年（昭和62年） | 1657人 |  |
| 1997年（平成9年）  | 558人  |  |
| 2007年（平成19年） | 604人  |  |
| 2017年（平成29年） | 605人  |  |

一時は約1700人もの児童がいた。

## 交通アクセス
- 名古屋市営地下鉄東山線 上社駅より徒歩約10分

## 著名な出身者
- 高須洋介 - 元プロ野球選手（近鉄・楽天）、味全ドラゴンズ（台湾）コーチ
- 日野紗里亜 - 衆議院議員（国民民主党）

## その他
- 本校の東門の前に、かつて猪高村役場が存在したことを示す石碑が建っている。
- 本校は丁田山と呼ばれる[1]高台の上にあり、東門すぐ前のT字路から空気が澄んだ日には中央アルプスの山並みが見える[注釈 5]。
- かつて本校東門の前に「ジエサ文房具店」という4代続いた猪高小・中学校指定の体操着や上履きなども扱う文房具店が存在した。初代加藤治右エ門によって本校開校から程なくして店開きしたという[3]。

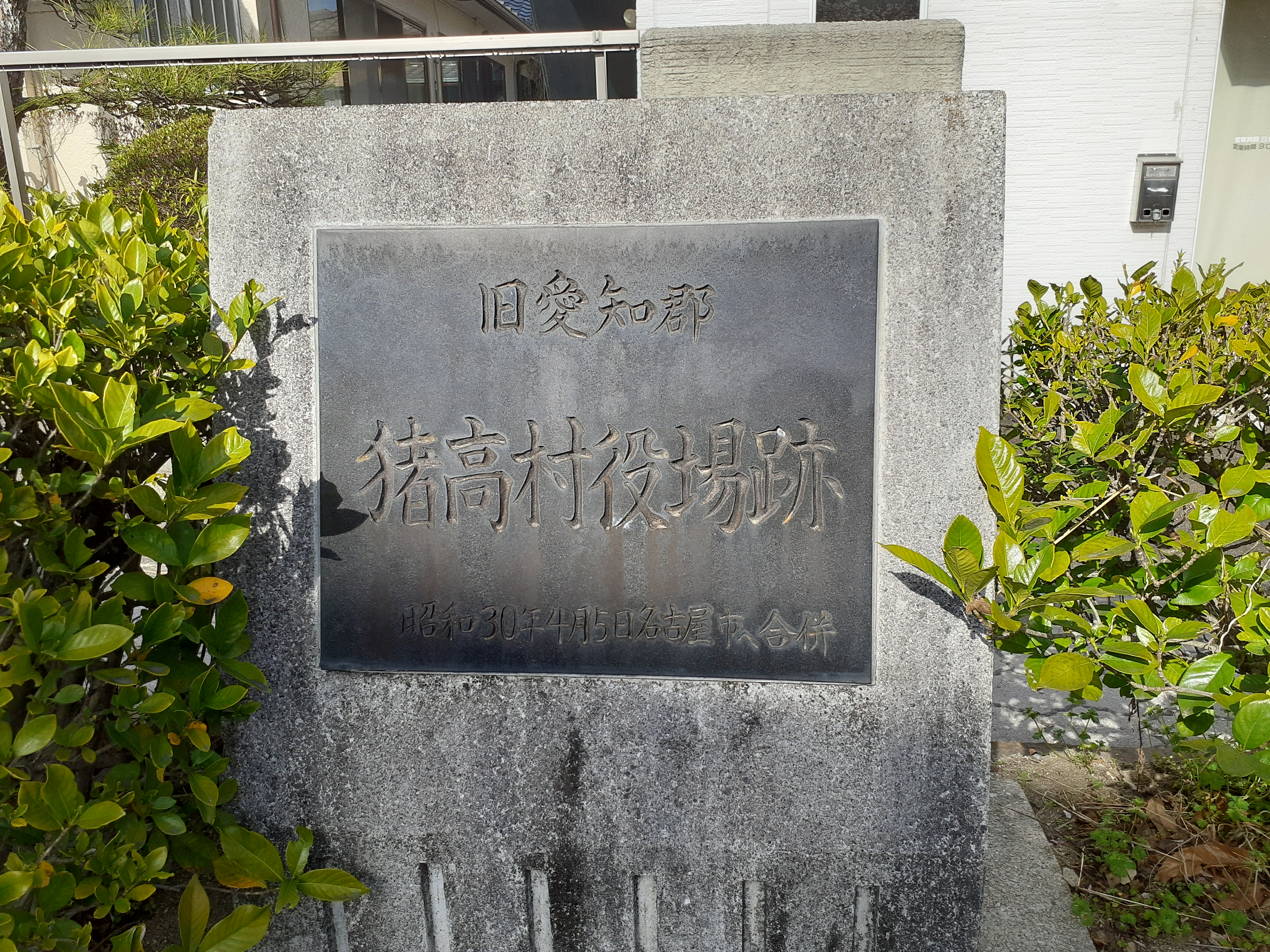
東門の前にある猪高村役場が存在したことを示す石碑